# Маттейс, Никола
Никола Маттейс (итал. Nicola Matteis, около 1650, Неаполь — около 1713 или около 1714, Лондон) — итальянский скрипач, гитарист и композитор, один из крупнейших концертирующих музыкантов Великобритании эпохи барокко.

## Биография
О том, что Маттейс родился в Неаполе, можно предполагать по заголовкам его сочинений, где он часто называет себя «Неаполитанец» ('Napolitano'). Существуют упоминания, что длительное время он путешествовал по Германии, при этом находился в чрезвычайно стеснённых материальных обстоятельствах. Вероятно, он прибыл в Лондон после 1670, но до 1674 года (когда он уже пользуется всеобщей известностью) и сразу привлек к себе внимание, как исполнитель на скрипке. Современники отмечали его необычайную технику и глубину звука. Сохранились утверждения современников, что когда он играл, то казалось, будто звучит не одна, а несколько скрипок, при этом само звучание инструмента было подобно звучанию человеческого голоса. В качестве композитора он был известен дотошностью в прописывании в нотах музыкальных украшений мелодии (орнаментика), степени громкости звучания, его тембра, что не было характерно для эпохи барокко. Маттейс был безусловным авторитетом в музыкальном мире Англии конца XVII века, его концерты в Лондоне пользовались большим коммерческим успехом.
Около 1700 года он женился на богатой вдове и по всей видимости закончил карьеру концертирующего скрипача, занимаясь впоследствии только сочинительством. Известно, что он содержал большой дом и жил не считаясь с размером расходов. Его сыновья Никола и Джон Никола впоследствии пользовались широкой известностью как концертирующие скрипачи. Возможно, что именно значительные расходы привели к жалкому финалу. Маттейс умер в нищете, страдая тяжелыми заболеваниями.

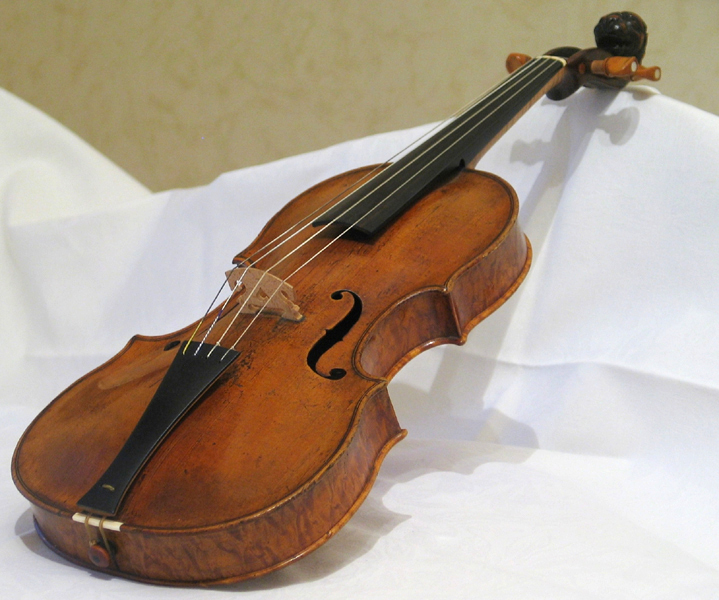
1658 Барочная скрипка работы Jacob Stainer

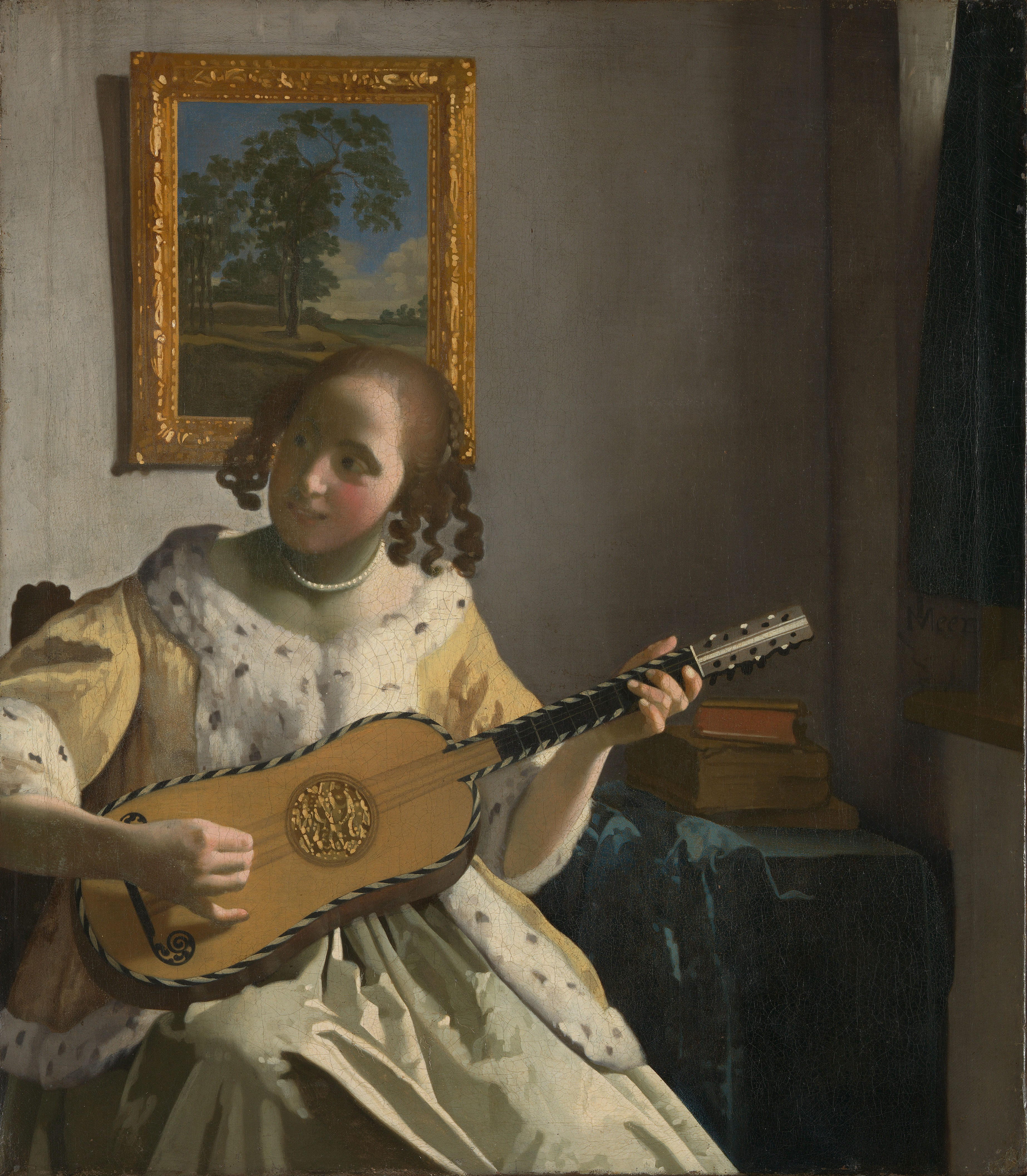
Барочная гитара, современная Маттейсу, на картине «Гитаристка», 1672 г., Ян Вермеер

.